# Tour de France 2018/9. Etappe
Die 9. Etappe der Tour de France 2018 führte am 15. Juli 2018 über 156,5 Kilometer von Arras nach Roubaix. Die Besonderheit dieses Tagesabschnitts lag in den 15 Kopfsteinpflasterpassagen über insgesamt 21,7 Kilometer. Die Gesamtdistanz der Kopfsteinpflasterpassagen innerhalb einer Tour-de-France-Etappe war seit den 80er-Jahren nicht mehr in vergleichbarer Höhe. Die Abfolge der letzten 12 Passagen entsprach dabei weitgehend dem Parcours des Klassikers Paris–Roubaix, allerdings ohne die drei schwierigsten Passagen.
Etappensieger wurde der Gewinner von Paris–Roubaix 2015, John Degenkolb (Trek-Segafredo), im Dreiersprint vor dem Paris–Roubaix-Gewinner von 2017 Greg Van Avermaet (BMC Racing Team) und Yves Lampaert (Quick-Step Floors). Die drei setzten sich rund 17 Kilometer vor dem Ziel aus dem Vorderfeld ab. 19 Sekunden hinter der Spitzengruppe folgte eine vierköpfige Verfolgergruppe um den Träger des Grünen Trikots Peter Sagan. Weitere acht Sekunden dahinter folgte eine größere Gruppe mit den meisten Favoriten für die Gesamtwertung.
Van Avermaet baute seine Führung in der Gesamtwertung aus. Auch die Führung in den anderen Wertungen blieb unverändert.
Bedingt durch Stürze und Defekte verloren einige Favoriten Zeit auf die Konkurrenz: Romain Bardet und Mikel Landa kamen 34 Sekunden hinter dem Tagessieger ins Ziel, Rigoberto Urán 1:55 Minuten, Tejay van Garderen 5:47 Minuten und Egan Bernal 16:05 Minuten. Richie Porte musste das Rennen ebenso wie Nairo Quintanas Helfer José Joaquín Rojas nach einem Sturz aufgeben. Nicht am Start war Tony Martin, der sich am Vortag bei einem Sturz einen Wirbel brach.
Geprägt wurde das Rennen zunächst durch eine 10-köpfige Spitzengruppe mit Thomas De Gendt, Lilian Calmejane, Damien Gaudin, Jerome Cousin, Chad Haga, Nicolas Edet, Reinardt Janse van Rensburg, Omar Fraile, Olivier Le Gac und Antwan Tolhoek, die sich kurz nach dem Start gebildet hatte. Rund 17 Kilometer vor dem Ziel wurde Gaudin, der mit der Roten Rückennummer ausgezeichnet wurde, als letzter Ausreißer eingeholt.
Alexis Vuillermoz wurde durch einen fotografierenden Zuschauer zu Fall gebracht, brach er sich das Schlüsselbein, erreichte das Ziel mit 16 Minuten Rückstand und musste die Rundfahrt anschließend aufgeben. Jens Keukeleire beendete die Etappe mit gebrochenem Wadenbein und startete ebenfalls nicht zur 10. Etappe.